# Hrabstwo Boone (Kentucky)
Hrabstwo Boone (ang. Boone County) – hrabstwo w stanie Kentucky w Stanach Zjednoczonych. Obszar całkowity hrabstwa obejmuje powierzchnię 256,96 mil² (665,52 km²). Według spisu United States Census Bureau w roku 2010 miało 118 811 mieszkańców.
Hrabstwo powstało w 1799 roku. 
Na jego terenie znajdują się:
- miejscowości – Florence, Union, Walton,
- CDP – Belleview, Burlington, Francisville, Hebron, Oakbrook, Petersburg, Rabbit Hash, Verona.

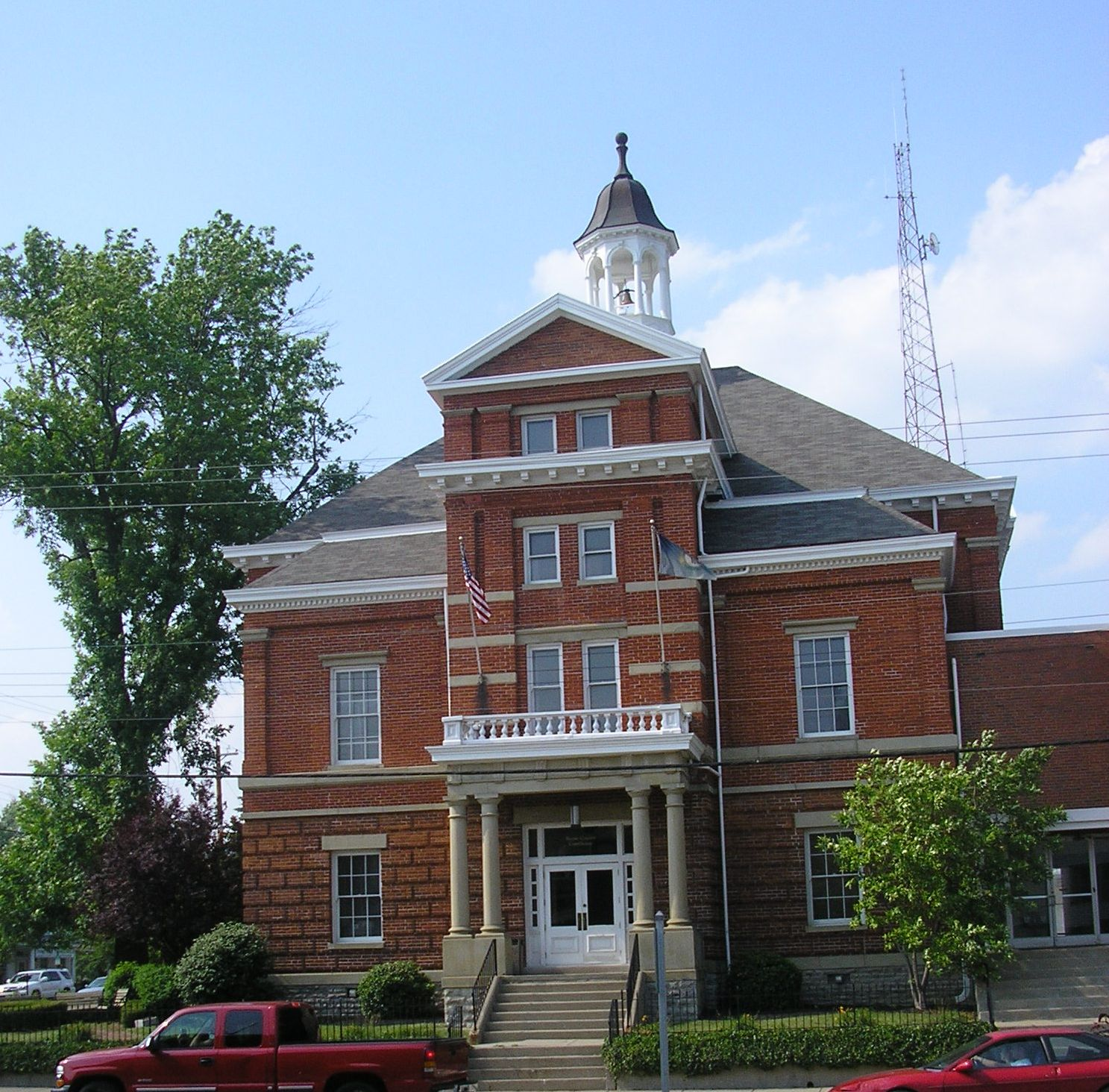
Budynek administracji (courthouse) w Burlington

| Populacja hrabstwa w poprzednich latach | Populacja hrabstwa w poprzednich latach |
| Rok                                     | Liczba ludności                         |
| --------------------------------------- | --------------------------------------- |
| 1980                                    | 45 560                                  |
| 1990                                    | 57 589                                  |
| 2000                                    | 85 991                                  |
| 2010                                    | 118 811                                 |